# 客蒙
客蒙（羅馬化：Kimōn；前510年—前450年），古希臘雅典城邦的一位政治領袖，為馬拉松戰役英雄小米太亞德之子，母親名作海潔西皮勒。他曾經擔任雅典十將軍，在西元前五世紀中時，他在希臘世界是很重要的城邦政治代表人物。隸屬于雅典親斯巴達的保守派

## 生平
他領導希臘世界，在萨拉米斯战役中擊敗薛西斯一世的海軍，拯救了希臘。此後，他建立了雅典的海上霸權，為提洛同盟的創立者。西元前466年，在歐里梅敦之役中，他擊敗了波斯帝國的艦隊，成為軍事英雄。在他的領導下，提洛同盟成為了雅典攫取希臘各地利益的工具。儘管提洛同盟的原旨是抵禦波斯及解放波斯治下的希臘人，但這一宗旨在客蒙時代變得不再重要，相反，反對雅典勢力的希臘城邦也會受到同盟的圍攻。
客蒙身為斯巴達在雅典的領事，極力提倡兩城邦的合作政策。客蒙對於斯巴達的愛好眾人皆知，他甚至為自己的兒子取名為Lacedaemonius，其中Lacedaemon即為斯巴達。
前470年，客蒙率領聯軍包圍了試圖退出提洛同盟的納克索斯島并逼迫該城邦投降，要求他們繳納更多的貢金。前469年，客蒙又帶領200至250艘艦船深入波斯的小亞細亞，試圖說服當地的希臘城邦投靠雅典。但部分希臘城邦拒絕了他的要求，因為他們並不認為波斯治下有什麼難以忍受的壓迫。於是，客蒙包圍了這些拒絕加入提洛同盟的城邦并以威脅的方式迫使他們加入。前468年，波斯人開始組織對客蒙的反擊，客蒙在歐里梅敦戰役中擊敗了波斯軍隊，這使得波斯在之後的一段時間內不敢插手希臘事務。雅典從這番戰鬥中獲取了所有戰利品的百分之十，還重建了波希戰爭中被摧毀的雅典衛城的南墻。
前468年至465年，薩索斯島發生了反提洛同盟的叛亂，客蒙率領軍隊將其圍困了三年，最後，薩索斯人被擊敗，他們被迫繳納更多的金錢，除此之外，他們還得解散自己的海軍并將所有治下的貿易站、金礦割讓給雅典。
前464年，黑勞士起義給斯巴達造成很大麻煩，他們無法攻取黑勞士在山上築起的防禦工事，於是便向雅典求助。前462年，雅典舉行了決定是否幫助斯巴達的會議。會議中，客蒙說服了雅典政府出動援兵。他的主要思想是，雅典和斯巴達同為主宰希臘命運的大邦，應該互相援助。隨後他引兵前往伯羅奔尼撒半島。但是，斯巴達人在目睹了雅典人的善戰及民主平等思想後後，開始擔心這些人會幫助為了自身自由而起義的黑勞士，於是便匆匆將雅典援軍打發了回去。
西元前461年，客蒙回到了雅典，由於雅典城內反斯巴達的激進民主派系掌握了權利并進行了行政改革，親斯巴達的他遭到陶片放逐。從此退出了政治舞台。伯羅奔尼撒戰爭初期他曾經要求幫助雅典參戰，但是遭到拒絕。
之後，雅典當政的伯里克利縮短了他的放逐期限并將聯合埃及人攻打波斯的使命交給了他。前451年，他先是与斯巴达缔结了一项合约，随后帶領著200艘艦船航行至塞浦路斯并出動其中60艘船幫助埃及人。在腓尼基的西提烏姆之圍中，他因負傷而病亡。

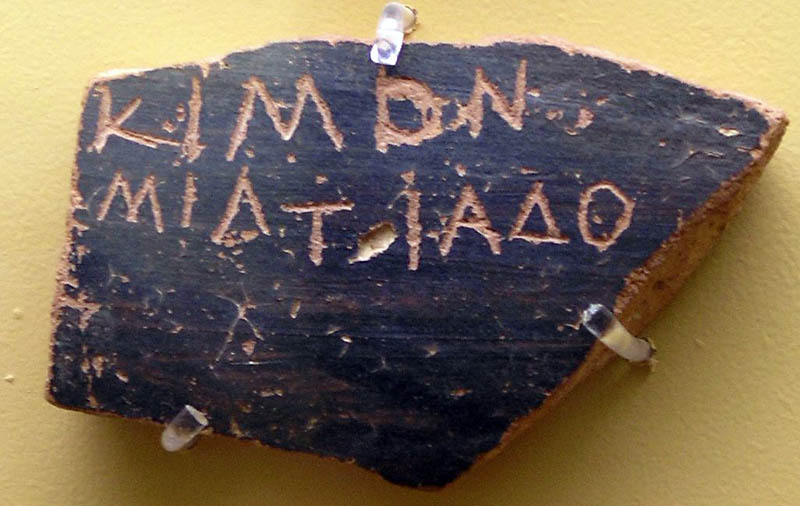
客蒙被放逐時寫有他名字的陶片

## 引用文獻
1. 1 2  普魯塔克《客蒙傳》
2. ↑  大英百科全書
3. ↑  Plutarch <希臘羅馬英豪列傳 II> P882